# Sankt Olavs orden

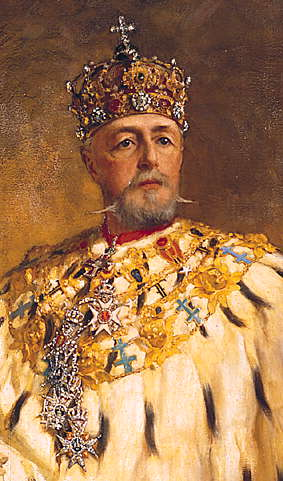
Kung Oscar II av Sverige & Norge iklädd de kungliga ordnarna

Sankt Olavs orden (norska: Den Kongelige Norske St. Olavs Orden) är en norsk förtjänstorden, instiftad 1847 av unionskungen Oscar I i tre grader. Orden delas ut till bemärkta norrmän (och utländska statsöverhuvuden) som "belønning for utmerkede fortjenester av fedrelandet og menneskeheten". Den norske kungen är ordens stormästare. Orden är uppkallad efter Norges nationalhelgon Olav den helige.

## Historia
Den Kungliga Sankt Olavs orden blev instiftad av Oscar I den 14 mars 1847, (drottningens födelsedag), som en motsvarighet till de svenska Kungl. Maj:ts Orden (det skall noteras att Sankt Olavs orden var av lägre grad än den svenska Serafimerorden.) Oscar blev dess Herre och Mästare efter ordens instiftning. Orden är uppkallad efter helgonet Olav den helige som var kung av Norge och spred kristendomen till Norden. Kung Oscar som Sveriges och Norges konung ville förstärka banden mellan de svenska och norska folken. År 1905 upplöstes unionen mellan Sverige och Norge. Norge valde därmed en ny kung. Det blev prins Karl av Danmark som blev kung Håkon VII. Men efter detta kom frågan om Norges ordnar upp. Kung Håkon VII valde att behålla Sankt Olavs orden som Norges högsta ordensutmärkelse: denne var även stormästare av den norska Lejonorden men utnämnde aldrig några nya medlemmar av orden.

## Insignier
- Sankt Olavs ordens ordenstecken är ett vitemaljerat och gyllene malteserkors med knoppar på de åtta spetsarna. Det finns fyra stycken krönta "O" monogram mellan korsarmarna. I mitten av korsets framsida finns en rödemaljerad skiva med det Norska lejonet. Omringande skivan är ett vitemaljerat band med blå mitt. På baksidan av mittskivan står Oscar I:s motto "RET OG SANDHET" Rättvisa och sanning. Malteskorset är krönt av en gyllene hel krona. (Notera att för militär personal så givs den ut med två korsade blåemaljerade svärd under kronan.)

1847 års modell bär Oscar I:s monogram mellan korsarmarmarna.
1873 års modell bär istället Oscar II:s monogram mellan korsarmarna.
- Kraschan för storkors består av en silver stjärna med Sankt Olav ordens kors i mitten.
- Kraschan för kommendör liknar ordenstecknet men består helt av silver.
- Kedjan till Sankt Olavs orden består av fem krönta "O" monogram, fem norska riksvapen (Lilla.) och tio bottony kors med en silveryxa med gyllene skaft på varsin ende (Norska Kyrkans heraldiskavapen.) Notera även att under Sveriges och Norges Unionstid bestod kedjan av sju Oscars-monogram både I & II, fyra rödemaljerade skivor med ordens motto "RET OG SANDHED" skrivet på, och fem stycken norska riksvapen (Lilla.)

## Briljanterade ordenstecken
Sankt Olavs ordenstecken kan även delas ut i briljanter. I detta fall så skall det vitemaljerade bandet med blå mitt bytas ut av ett band briljanter. Detta gäller även kronan och korsfästet. Det finns bara ett prominent exempel av detta på Oscar II:s krönings porträtt, då han är iklädd de svenska Kungl. Maj:ts Orden alla i briljanter, Carl XIII:s orden i briljanter och den norska Sankt Olavs orden i briljanter.

## Grader
Den består av 6 stycken grader:
- Storkors med kedja
- Storkors
- Kommendör med kraschan (infördes 1873, kallades först kommendör av 1:a grad)
- Kommendör (kallades en tid kommendör av 2:a grad)
- Riddare av 1:a klass (infördes 1890)
- Riddare

## Utdelas för
Ordens krav för att bli medlem är att ha utfört "Anmärkningsvärda prestationer på uppdrag av landet och mänskligheten." 
Norges kung utnämner riddare av Sankt Olavs orden baserat på en rekommendering av ett råd som är del i ordenskapitlet. Detta råd är bestående av sex opolitiska medlemmar, en ordenskansler, en vicekansler, hovchefen som skattmästare, samt tre andra opartiska medlemmar. Rådet rekommenderar nya medlemmar till kungen som godkänner dem. 
Alla kungliga medlemmar i orden som ingår i tronföljden får automatiskt den högsta graden av orden antingen vid 18 eller 20 års ålder.

## Vid mottagares död
När en medlem av Sankt Olavs orden dör, skall ordenstecken samt eventuell kedja, i enlighet med ordens statuter, återsändas till Skattmästaren, detta då de inte är personlig egendom utan bara nyttjas under innehavarens livstid.

## Mottagare
Några exempel på kända mottagare av orden:
- Prinsessan Astrid av Norge, Mottagare av Storkors med Kedja.
- Prins Vilhelm av Sverige, Mottagare av Storkors med Kedja.
- Erik af Klint, Mottagare av Riddare av 1:a Klass.
- Sven Aarrestad, Mottagare av Kommendör.
- Kung Håkon VII av Norge, Ordens Herre och Mästare.
- Laila Dåvøy, Mottagare av Kommendör.
- Kung Carl XVI Gustaf av Sverige, Mottagare av Storkors.
- Gösta Ehrensvärd, Mottagare av Kommendör.
- Mauno Koivisto, Mottagare av Storkors med Kedja.
- Johanne Dybwad, Mottagare av Riddare.
- Olaf Berg, Mottagare av Riddare.
- Hans Jørgen Darre, Mottagare av Riddare.
- Torbjørn Digernes, Mottagare av Riddare.
- Óscar Carmona, Mottagare av Storkors.
- Ole Jacob Broch, Mottagare av Storkors.
- Kronprinsessan Mette-Marit av Norge, Mottagare av Storkors med Kedja.
- Nils Englund, Mottagare av Riddare
- Henrik Ibsen, Riddare.[5]

## Bilder

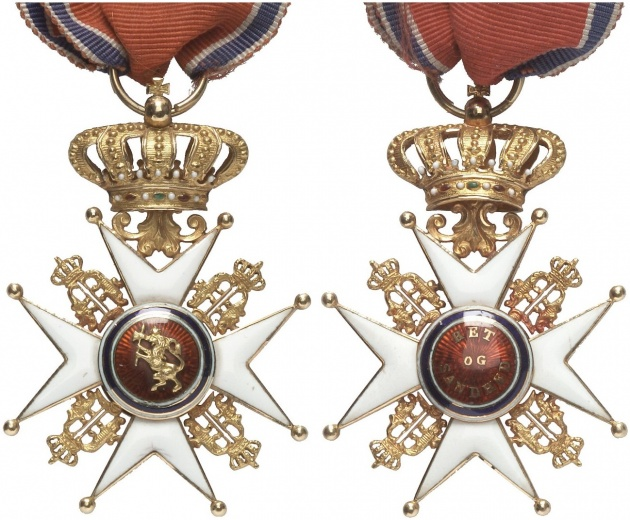
1890 års modell av Sankt Olavs orden
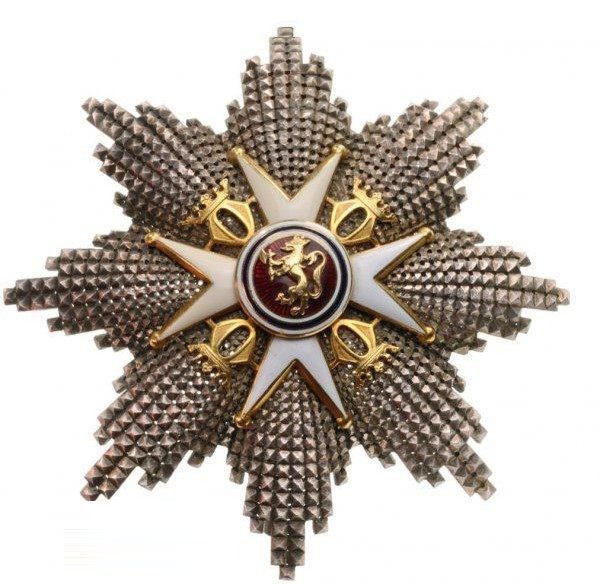
Stjärna till Storkorset av Sankt Olavs orden
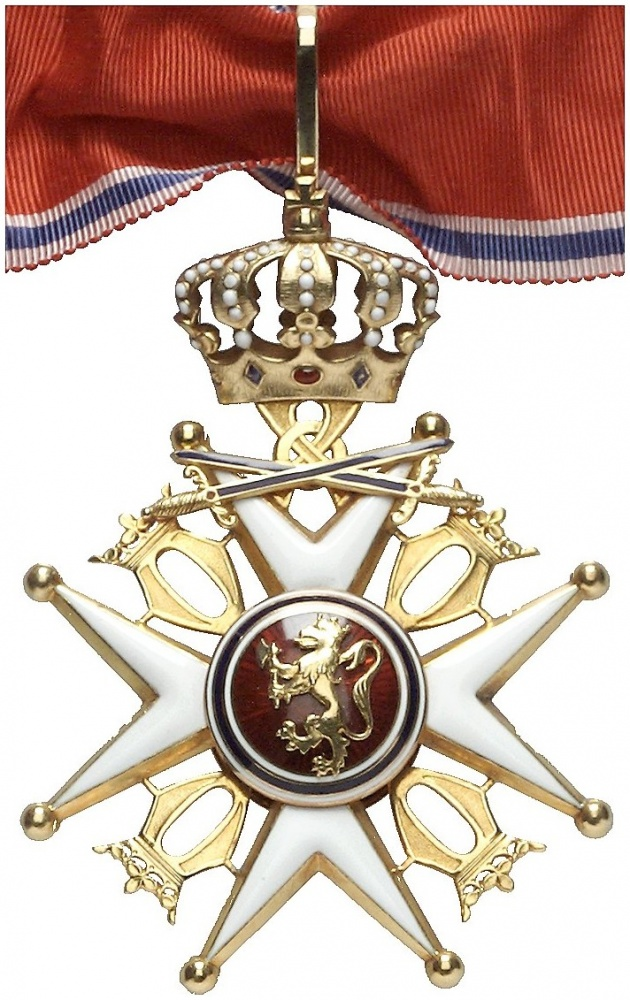
Sankt Olav ordens Storkors
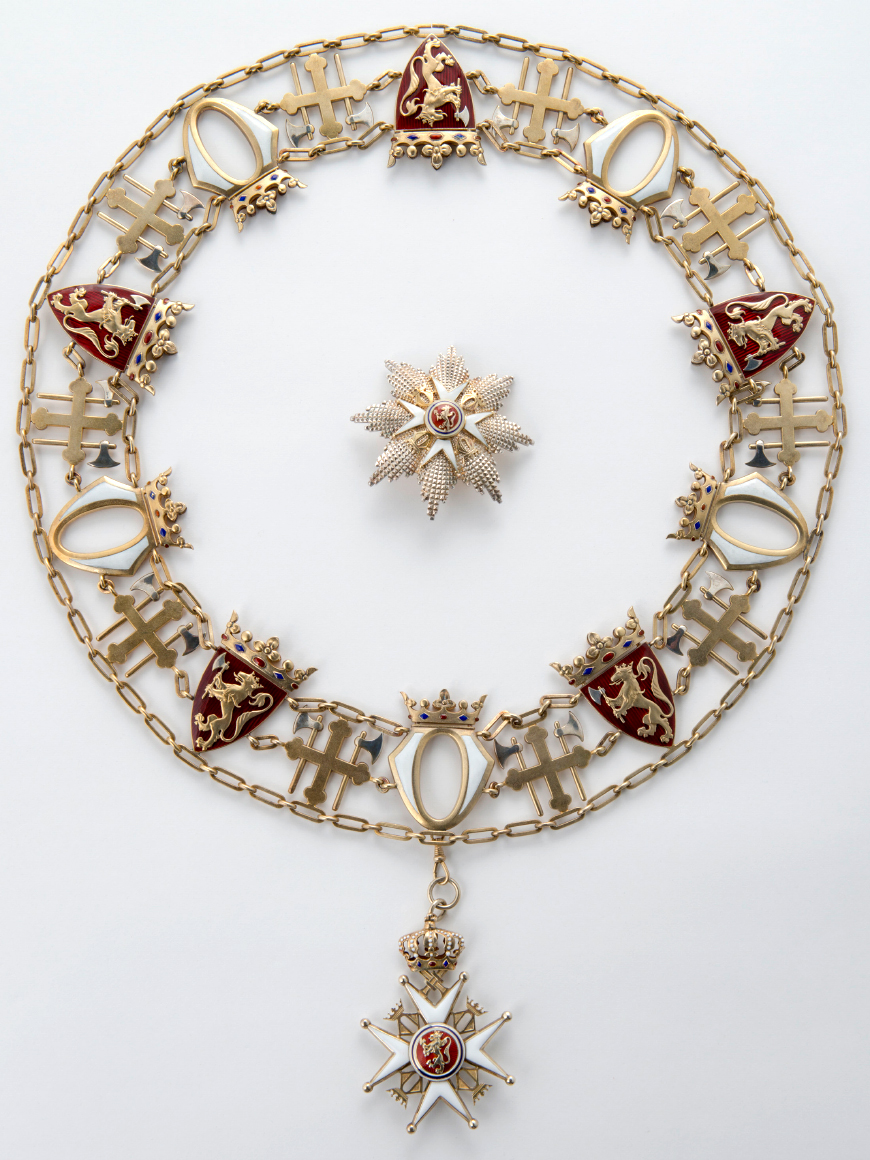
Kedja och Kraschan till Storkorset av Sankt Olavs orden
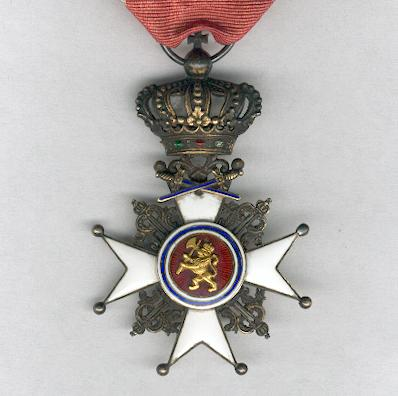
1847 års modell av Sankt Olavs orden (Framsida)
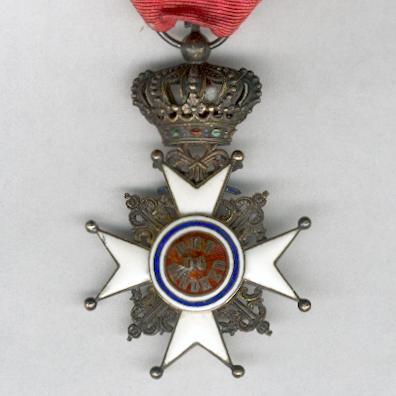
1847 års modell av Sankt Olav orden (Backsida)
Kedja och Kraschan till både Sankt Olavs orden och Den Norska Lejon Orden
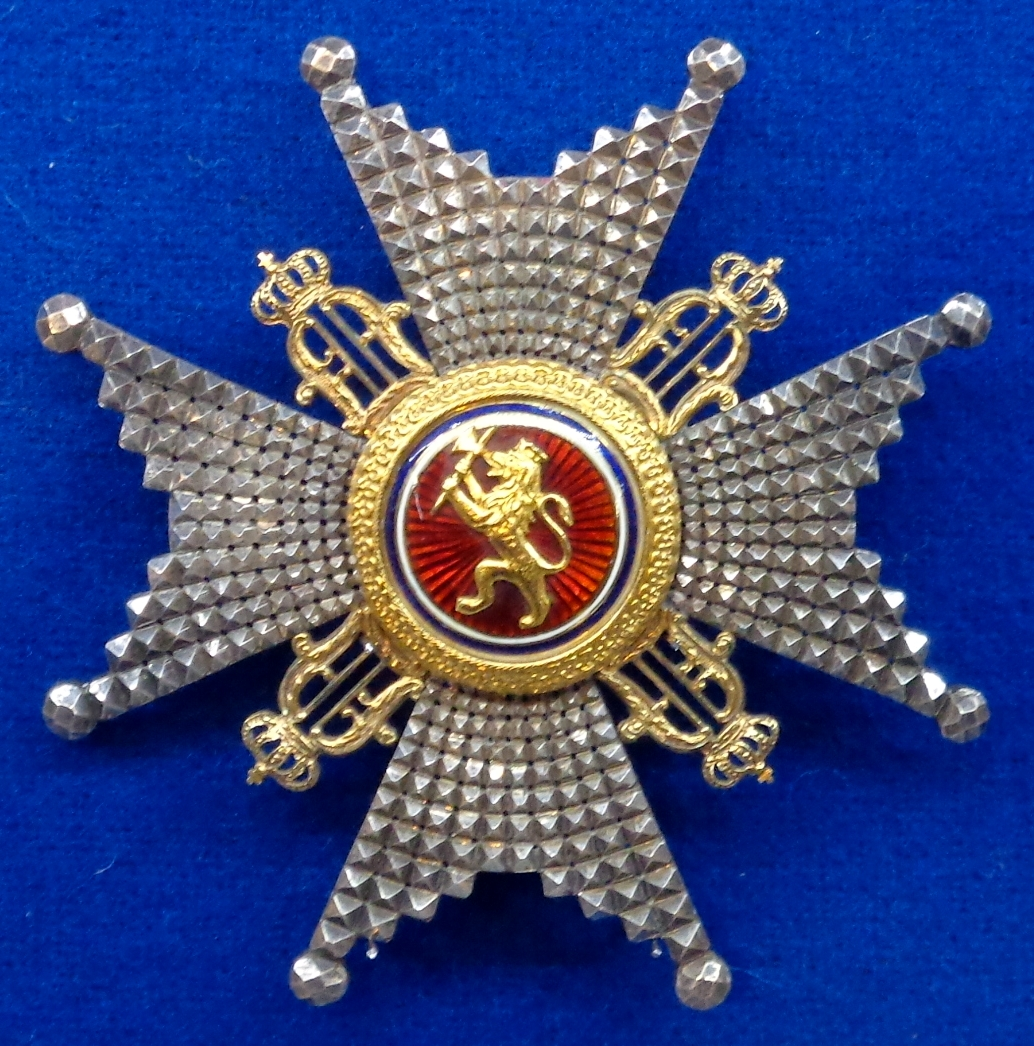
1890 års modell av Sankt Olav ordens Kommendörs Kraschan
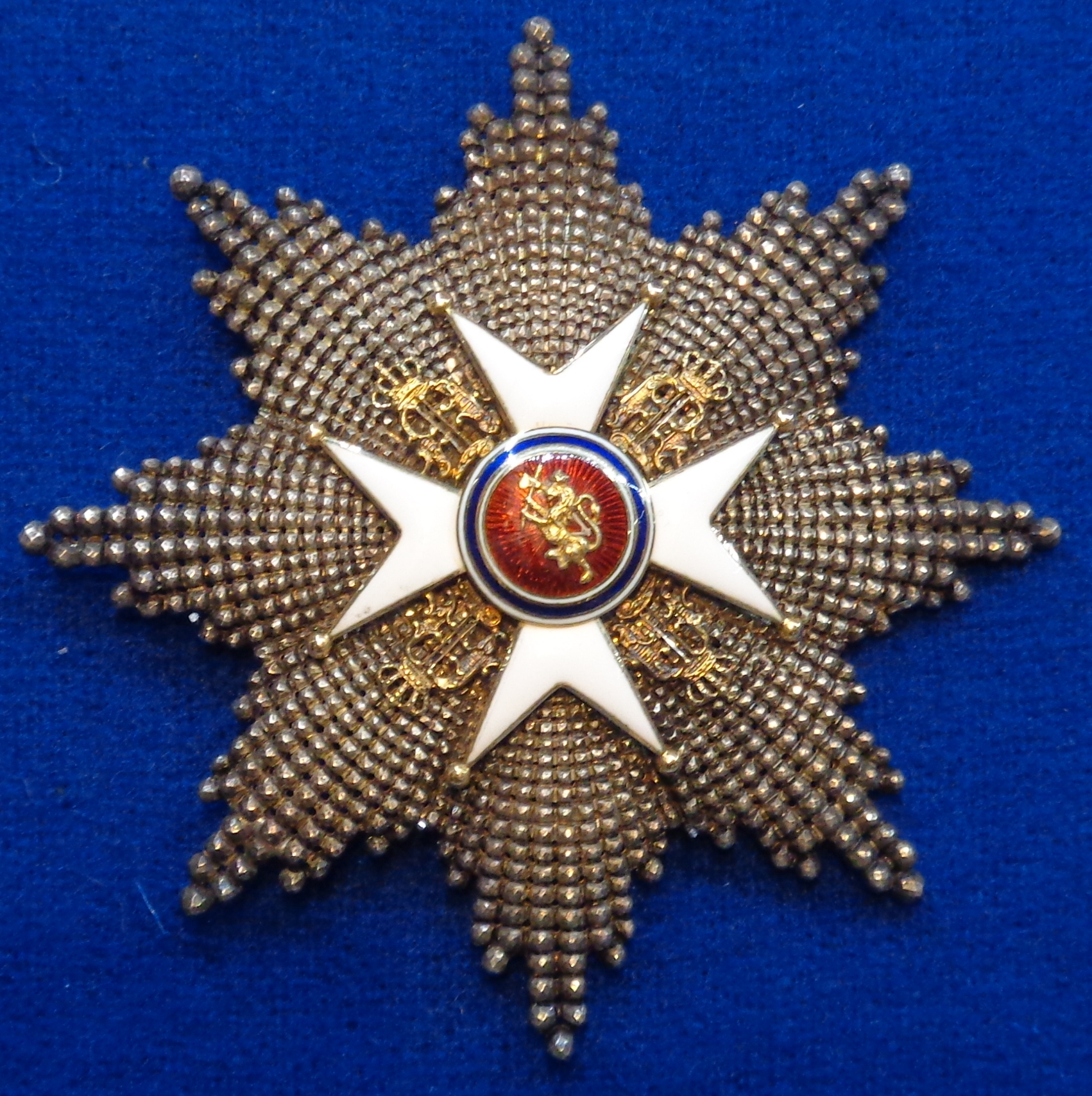
1890 års modell av Sankt Olav ordens Storkors Kraschan
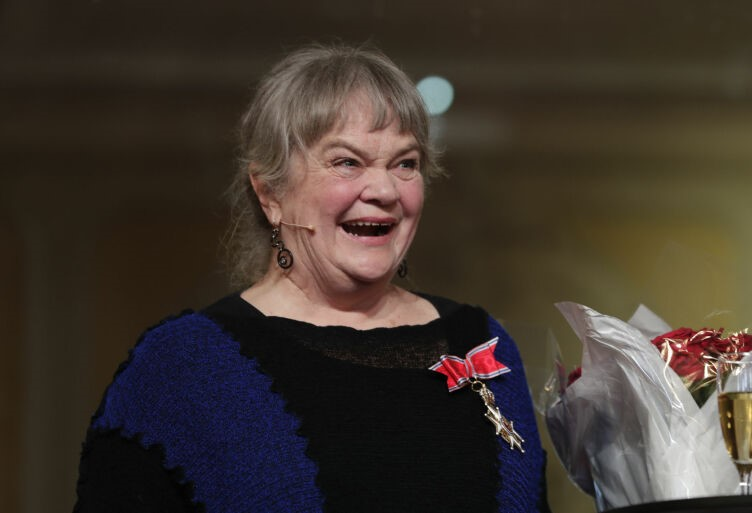
Anne Marit Jacobsen bärande på bröstet Sankt Olav orden
1880 års modell av Sankt Olav ordens storkors kedja
1906 års modell av Sankt Olav ordens storkors kedja